# أوغست كونت
إزيدور ماري أوغوست فرانسوا كزافييه كونت (بالفرنسية: Isidore Marie Auguste François Xavier Comte ‎[izidɔʁ maʁi ogyst fʁɑ̃swa gzavje kɔ̃t]‏؛ 19 يناير 1798م - 5 سبتمبر 1857م) عالم اجتماع وفيلسوف اجتماعي فرنسي، أعطى لعلم الاجتماع الاسم الذي يعرف به الآن، وهو من أكد ضرورة بناء النظريات العلمية المبنية على الملاحظة، إلا أن كتاباته كانت على جانب عظيم من التأمل الفلسفي، ويعد هو نفسه الأب الشرعي والمؤسس للفلسفة الوضعية، وهو تلميذ الفيلسوف الفرنسي هنري دو سان سيمون.

## حياته
ولد في مدينة مونبلييه في إقليم إيرو في 19 يناير 1798م. تخرج من مدرسة البوليتكنيك، ثم عمل سكرتيراً عند الفيلسوف سان سيمون الذي كان لأفكاره أثر كبير على نظرياته التي عرضها فيما بعد في أهم مؤلفاته وهي: محاضرات في الفلسفة الوضعية ونظام في السياسة الوضعية.
نظرية كونت في السياسة لا يمكن عزلها عن نظريته العامة في الإنسان والمجتمع ولا عن الظروف التي أحاطت بظهورها في النصف الأول من القرن التاسع عشر، إذ اتسمت هذه الفترة بحروب واضطرابات سياسية واجتماعية متعددة: من الحروب النابليونية إلى حرب القرم إلى الصراع بين الملكيين والجمهوريين وبين الليبراليين والمحافظين فضلاً عن الصراع بين العمال وأرباب العمل. كل ذلك قاد كونت إلى التفكير بوضع علم للمجتمع أو دين للإنسانية يجنبها النزاعات السياسية ويحقق لها السلام الاجتماعي، وإشارته إلى هذا واضحة في الدرس الأول من «محاضرات في الفلسفة الوضعية» إذ يقول «إن هدف الفلسفة هي إعادة تنظيم المجتمع».
يرى كونت أن الفكر البشري قد مر خلال تطوره التاريخي في حالات ثلاث: المرحلة اللاهوتية الت تعلل الأشياء والظواهر بكائنات وقوى غيبية، والمرحلة الميتافيزيقية التي تعتمد على الإدراك المجرد، والمرحلة الوضعية التي يتوقف فيها الفكر عن تعليل الظواهر بالرجوع إلى المبادئ الأولى ويكتفي باكتشاف قوانين علاقات الأشياء عن طريق الملاحظة والتجربة الحسية. ويعتبر كونت أن العلم الذي يتفق مع المرحلة الوضعية ويساعد على فهم الإنسان ويستوعب جميع العلوم التي سبقته هو «علم الاجتماع».
و يرى كونت أن إذا كانت الغاية هي تنظيم المجتمعات الحديثة على قاعدة العلم فإن علم الاجتماع هو الذي يسهم في ذلك لأنه علم كلي، يدرس المجتمع برمته في جميع مظاهره ومقوماته.
و الحقيقة الوضعية تنطلق من إعطاء الأولوية للكل على الجزء لأن «الوحدة هي النمط الطبيعي للوجود الإنساني»، وإن كل جزء من النظام الاجتماعي يؤثر على غيره من الأجزاء. وإن هناك حالة من الترابط بين النظام السياسي والمؤسسات السياسية من جهة وبين الحالة العامة للحضارة. لهذا فإن كونت يخضع السياسة للأخلاق. فالأخلاق الوضعية تقوم على «تقديم الاجتماعي على الفردي» أي على انتصار الإنسانية ودمج الفرد في المجتمع. فلا شيء أكثر غرابة على فكر كونت من الحقوق الفردية.

و يقول بهذا الصدد: 
«إن الوضعية لا تقر حقا آخر غير حق القيام بالواجب ولا تقر واجبا غير واجبات الكل تجاه الكل، لأنها تنطلق دائماً من وجهة نظر اجتماعية ولا يمكن لها أن تقبل بمفهوم الحق الفردي. فكل حق فردي هو عبثي بقدر ما هو غير أخلاقي»
يرى كونت أنه يوجد بين الفرد والإنسانية جماعات وسيطة هي الأسرة والوطن. ويعطي أهمية كبيرة للأسرة والمرأة على وجه الخصوص في التنشئة الأخلاقية. فالأسرة هي الوسيط بين الفرد والوطن والوطن هو همزة الوصل بين الأسرة والإنسانية. إلا أن فكر كونت لا يدعو إلى المساواة على الصعيد السياسي. بل إنه يؤمن بدور النخب ويقيم تمييزا حادا بين الجماهير والاختصاصيين والحكام وينيط أمر تحديد الأهداف والوسائل بالمختصين بالعلوم السياسية وحدهم، إذ يقول «الجماهير تطلب والصحافيون يقترحون والحكام ينفذون. وما لم تكن هذه الوظائف متميزة فإن الاتباس والتعسف سيسودان المجتمع إلى درجة كبيرة». وهكذا فإن غاية السياسة عند كونت هي أن يصبح كل مواطن موظف اجتماعيا خاضعا للسلطة بصورة تامة. و«السياسة الوضعية» تلتمس الطاعة الكاملة. فالنظام فيها ينتصر على التقدم.

## رأي جون ستيورات ميل في الوضعية
كتب جون ستيوارت ميل حول هذا الموضوع يقول أن الوضعية هي نظام كامل للاستبداد الروحي والزمني، لكن على الرغم من ذلك فقد استطاعت الفلسفة الكونتية التأثير على عدد كبير من المفكرين والأدباء أمثال: «تين» و«موراس» و«زولا» و«غوبينو» و«رينان» و«لوبير» وغيرهم، وأن تصبح الفلسفة الرسمية في ظل حكم الإمبراطورية الثانية في فرنسا.
من أشهر أتباع كونت في الوطن العربي محمد مظهر باشا الذي تتلمذ على يديه ما بين 1832 و 1842.
أسس كونت المذهب الوضعي القائل أن لا سبيل إلى المعرفة إلا بالملاحظة والخبرة. يرى كونت أن تاريخ البشرية ينقسم إلى ثلاث مراحل من التقدم الشامل، والمرحلة الدينية؛ والمرحلة الميتافزيقية، ثم المرحلة العلمية. قدم مقترحات على جانب كبير من التعقيد لإقامة دولة وضعية تقوم على صفوة من علماء الاجتماع لإدارة المجتمع وتوجيهه. وفي وقتنا هذا لم تعد أفكار كونت تلاقي الا القليل من القبول، إلا أنه أعطى المناقشات التي أدت إلى ظهور علم الاجتماع الحديث الدفعة التي حركته وفعّلته.

## أعماله
من أهم أعماله كتاب «الفلسفة الوضعية» الذي ظهر لأول مرة في ستة أجزاء (1830- 1842)